# WEAA
Koordinaten: 39° 20′ 31,2″ N, 76° 35′ 13,2″ W
WEAA (Cool Jazz 88,9) ist eine Public-Radio-Station in Baltimore, Maryland. Der Sender strahlt sein Programm mit einer Leistung von 12,5 kW auf UKW 88,9 MHz aus. Auf der Homepage wird ein Livestream und Einzelsendungen als Podcast angeboten.
WEAA gehört der Morgan State University und ist dem National Public Radio angeschlossen. Die Sendelizenz wurde zum 22. Mai 1977 erteilt.

## Programm
Das Programm besteht überwiegend aus Musiksendungen. Wochentäglich wird Democracy Now! ausgestrahlt.